# 万哲先
万哲先（1927年11月7日—2023年5月30日），男，籍贯湖北沔阳，生于山东淄川，中国数学家。

## 生平
1948年毕业于清华大学算学系。1950年开始跟随数学家华罗庚从事典型群方面的研究，并于1963年和华罗庚合著了《典型群》。1991年当选为中国科学院学部委员，是中国科学院数学与系统科学研究院研究员。1995年，获得华罗庚数学奖。2023年5月30日逝世。